# كيمبرلي بالدوين
كيمبرلي بالدوين (بالإنجليزية: Kimberly Baldwin)‏ هي دراجة أمريكية، ولدت في 19 يونيو 1970 في شيكاغو في الولايات المتحدة.

## وصلات خارجية
- كيمبرلي بالدوين على موقع الاتحاد الدولي للدراجات (الإنجليزية)
- كيمبرلي بالدوين على موقع أرشيف الدراجات (الإنجليزية)
- كيمبرلي بالدوين على موقع إحصائيات الدراجات الإحترافية (الإنجليزية)
- كيمبرلي بالدوين على موقع نسبة الدراجات (الإنجليزية)